# Campionato oceaniano maschile di pallacanestro 1978
Il 3º campionato oceaniano maschile di pallacanestro FIBA (noto anche come FIBA Oceania Championship 1978) si è svolto dal 1º aprile all'8 aprile 1978 in Nuova Zelanda.
I campionati oceaniani maschili di pallacanestro sono una manifestazione biennale tra le squadre nazionali del continente, organizzata dalla FIBA Oceania. Storicamente questo torneo è disputato dalle sole nazionali dell'Australia e della Nuova Zelanda.

## Squadre partecipanti
- Australia
- Nuova Zelanda

## Gare
| Squadra   | Punteggio | Squadra       | Serie           |
| Australia | 93 - 71   | Nuova Zelanda | 1 - 0 Australia |
| Australia | 65 - 67   | Nuova Zelanda | 1 - 1           |
| Australia | 76 - 69   | Nuova Zelanda | 2 - 1 Australia |

## Campione
Australia
(3º titolo)